# Матюшкін Дмитро Михайлович
Дмитро Михайлович Матюшкін (2 жовтня 1906, місто Болхов, тепер Орловської області, Російська Федерація — 1993) — радянський партійний і державний діяч, 1-й секретар Краснодарського крайкому КПРС (1958—1960). Депутат Верховної Ради РРФСР 4—5-го скликань.

## Біографія
Трудову діяльність розпочав кур'єром відділення міліції. Працював фінансовим агентом, робітником.
Член ВКП(б) з 1928 року.
Закінчив інститут.
У 1937—1939 роках — технолог, старший майстер Горьковського автомобільного заводу імені Сталіна.
У 1939—1941 роках — інструктор Горьковського обласного комітету ВКП(б); 2-й секретар Муромського міського комітету ВКП(б) Горьковської області.
У 1941—1942 роках — слухач Вищої школи партійних організаторів при ЦК ВКП(б).
У 1942—1949 роках — інструктор відділу Управління кадрів ЦК ВКП(б); інструктор Управління кадрів ЦК ВКП(б); інструктор відділу партійних, профспілкових і комсомольських органів ЦК ВКП(б).
У грудні 1949—1952 роках — секретар Краснодарського крайового комітету ВКП(б).
У 1952—1954 роках — 1-й заступник голови виконавчого комітету Краснодарської крайової Ради депутатів трудящих.
У лютому 1954 — квітні 1958 року — 2-й секретар Краснодарського крайового комітету КПРС.
У квітні 1958 — 8 червня 1960 року — 1-й секретар Краснодарського крайового комітету КПРС.
У 1960 — лютому 1961 року — секретар Калузького обласного комітету КПРС.
Потім — на пенсії.

## Нагороди
- орден Леніна
- медаль «За трудову доблесть»
- медалі